# Laura Urdapilleta
Laura Urdapilleta (* 2. Februar 1932 in Guadalajara; † 11. Februar 2008) war  Primaballerina der nationalen mexikanischen Tanzkompanie „Compañía Nacional de Danza“, bekannt als „La Bailarina de México“ (spanisch für „Die Ballerina Mexikos“).

## Biografie
Urdapilleta erlernte das Balletttanzen von 1941 bis 1945 bei Olga Escalona und dann bei Nelsy Dambré, ferner aber auch bei Gloria Campobello, Michel Panieff und Sergio Francheli. Ihr Debüt als Profitänzerin gab sie 1947 im Alter von 15 Jahren als Tänzerin des Stadtballetts von Mexiko-Stadt. 1978 wurde sie künstlerische Direktorin des Ensembles. In der Ciudad Juárez gründete sie die Schule für klassisches Ballett und wurde als Balletttänzerin unter anderem mit der Goldmedaille für Schöne Künste, der Goldmedaille der Regierung Jaliscos, der Medaille beim Festival Internacional de la Plata und den Schlüsseln der Stadt Córdoba ausgezeichnet.